# The Woman in the House Across the Street from the Girl in the Window
The Woman in the House Across the Street from the Girl in the Window is een Amerikaanse miniserie van Netflix. De acht afleveringen werden op 28 januari 2022 gereleased. De serie heeft elementen van zwarte komedie en thriller maar is voornamelijk een parodie op mysterie en psychologische thrillers.
Netflix vond de titel van de serie te lang en verkoos The Woman in the Window, maar hoofdrolspeelster Bell verdedigde de titel bij Netflix en haalde haar slag thuis.
De serie is een afgewerkt verhaal, maar het eindigde wel met een cliffhanger waardoor een nieuw seizoen mogelijk is. Jim Rash en Glenn Close maakten een cameo in de laatste scènes.

## Synopsis
Anna heeft een kind verloren waardoor haar huwelijk spaak gelopen is. Ze drinkt grote glazen wijn en mengt deze geregeld met medicatie waardoor ze af en toe hallucinaties heeft. Ze ziet haar nieuwe overbuurman Neil wel zitten, maar na een leuke avond blijkt hij een vriendin, Chastity, te hebben. Dan ziet Anna dat deze vermoord wordt, maar er is geen lijk waardoor de politie haar niet gelooft. Ze besluit dan zelf op zoek te gaan naar de moordenaar, verdenkt Neil en dan Rex, een vriend van Chastity. Rex biecht Anna op dat hij en Chastity oplichters zijn die het op Neil gemunt hebben en belandt in bed met Anna. Anna is nu de hoofdverdachte en wordt aangehouden.

## Rolverdeling
| Acteur                | Personage                 |
| --------------------- | ------------------------- |
| Kristen Bell          | Anna                      |
| Michael Ealy          | Douglas, ex-man van Anna  |
| Tom Riley             | Neil, overbuur            |
| Mary Holland          | Sloane, vriendin van Anna |
| Cameron Britton       | Buell, klusjesman         |
| Samsara Yett          | Emma, dochter van Neil    |
| Brenda Koo            | Carol, buurvrouw          |
| Shelley Hennig        | Chastity                  |
| Christina Anthony     | Detective Lane            |
| Benjamin Levy Aguilar | Rex Bakke, stripper       |